# Karan Faukani
Karan Faukani (arab. قران فوقاني) – wieś w Syrii, w muhafazie Aleppo, w dystrykcie Ajn al-Arab. W 2004 roku liczyła 833 mieszkańców.